# Hollywood Rose (magyar együttes)
A Hollywood Rose egy eredetileg Guns N’ Roses tribute-zenekarként, 2003 nyarán alakult együttes. 2008-tól kezdve saját szerzeményeikből álló albumokat adnak ki. 2009-ben a Hammer Records gondozásában jelent meg a Minimal Design című debütáló lemez, majd 2011-ben a Piknik a Holdon című második album. 2009 decemberében jelent meg Szántai Zsolt könyve az együttes addigi történetéről. 2019 február 26.-án a zenekar bejelentette, hogy 16 év után, határozatlan időre beszünteti a működését. Áprilisban azonban a csapat újra összeállt: a ritmusgitároshoz az alapító tag Kanyó Zoltán "Kanyesz" tért vissza, a szólógitáros újra Tátrai Sándor "Sunny" lett, az énekes  posztra pedig Nagy Péter érkezett.

## Tagjai
Jelenlegi felállás
- Nagy Péter (Peti) - ének (2019-napjainkig)

- Sznák Zoltán (Zaba) - dobok (2003-napjainkig)
- Lukács Zsolt (Luki) - basszusgitár (2003-napjainkig)
- Kovacsik Bendegúz (Bende) - szólógitár (2020 - napjainkig)
- Gerencsér Patrik (Patrik G) - Ritmusgitár, vokál (2023-napjainkig)

Korábbi tagok
- Boda Ákos (Sidd) - ének (2003-2005)
- Kovács Kornél - szólógitár (2003-2005)
- Takács Vilmos (Vilkó) - szólógitár (2007-2014)
- Fángli Erik - szólógitár (2015-2017)
- Varga László (Jesse) - ének (2006-2017)
- Dénes Viktor - ritmusgitár (2006-2019)
- Alex - ének (2018-2019)
- Szabolcsi Bence (Fészek) - szólógitár (2017-2019)
- Venyercsán Zsolt (Cocó) - billentyűs hangszerek (2004-2019)
- Tátrai Sándor (Sunny) - szólógitár (2005-2007, (2019-2020)
- Kanyó Zoltán (Kanyesz)- ritmusgitár (2003-2006, 2007-2008, 2019-2023)